# Trần Thủ Độ
Trần Thủ Độ (chữ Hán: 陳守度, 1194 – 1264), cũng gọi Trung Vũ đại vương (忠武大王), là một nhà chính trị Đại Việt, sống vào thời cuối triều Lý đầu triều Trần trong lịch sử Việt Nam. Ông đóng vai trò quan trọng trong các sự kiện lật đổ nhà Lý, lập nên nhà Trần, thu phục các thế lực người Man làm phản loạn và trong cuộc kháng chiến chống quân xâm lược Mông Cổ lần thứ nhất
Năm 1209, trong nước có loạn Quách Bốc, Lý Cao Tông phải chạy ra khỏi kinh sư, Lý Huệ Tông Lý Hạo Sảm – khi ấy đang là Thái tử phải chạy đến nương nhờ Trần Lý. Họ Trần dẫn quân về triều dẹp loạn, rước vua về kinh sư, nhân đó mà khuynh loát triều đình. Với chức vụ Điện tiền chỉ huy sứ, Trần Thủ Độ đã sắp xếp cho người cháu họ của mình lấy Lý Chiêu Hoàng, sau đó Nữ hoàng nhường ngôi cho chồng là Trần Thái Tông (Trần Cảnh), lập ra triều Trần.
Trần Thủ Độ một tay cáng đáng trọng sự, giúp Trần Thái Tông bình phục được giặc giã trong nước và chỉnh đốn lại mọi việc, làm cho nước Đại Việt bấy giờ được cường thịnh, có thể chống cự với Mông Cổ. Ông được nhiều nhà sử học qua các thời đại thừa nhận và đánh giá cao về tài năng, khả năng chính trị quyết đoán hiệu quả, nhưng cũng vì thế có rất nhiều sự phê bình tiêu cực về nhân phẩm của ông. Nhiều ý kiến cho rằng ông đã vi phạm các chuẩn mực đạo đức do ông đã bức tử Lý Huệ Tông cũng như cưới Huệ hậu (chị họ của ông) làm phu nhân; ép Trần Thái Tông lấy vợ của anh trai khi đang mang thai 3 tháng và nghi vấn tàn sát tôn tộc nhà Lý

## Tưởng niệm

Đình Hoan Ái,xã Tân Việt,huyện Yên Mỹ,tỉnh Hưng Yên nơi thờ Trần Thủ Độ, hàng năm đều tổ chức lễ hội

Khu di tích lăng mộ Trần Thủ Độ, xã Liên Hiệp, huyện Hưng Hà, tỉnh Thái Bình